# 南山8号・9-A〜D号窯
座標: 北緯35度11分14.6秒 東経137度5分55.9秒 / 北緯35.187389度 東経137.098861度

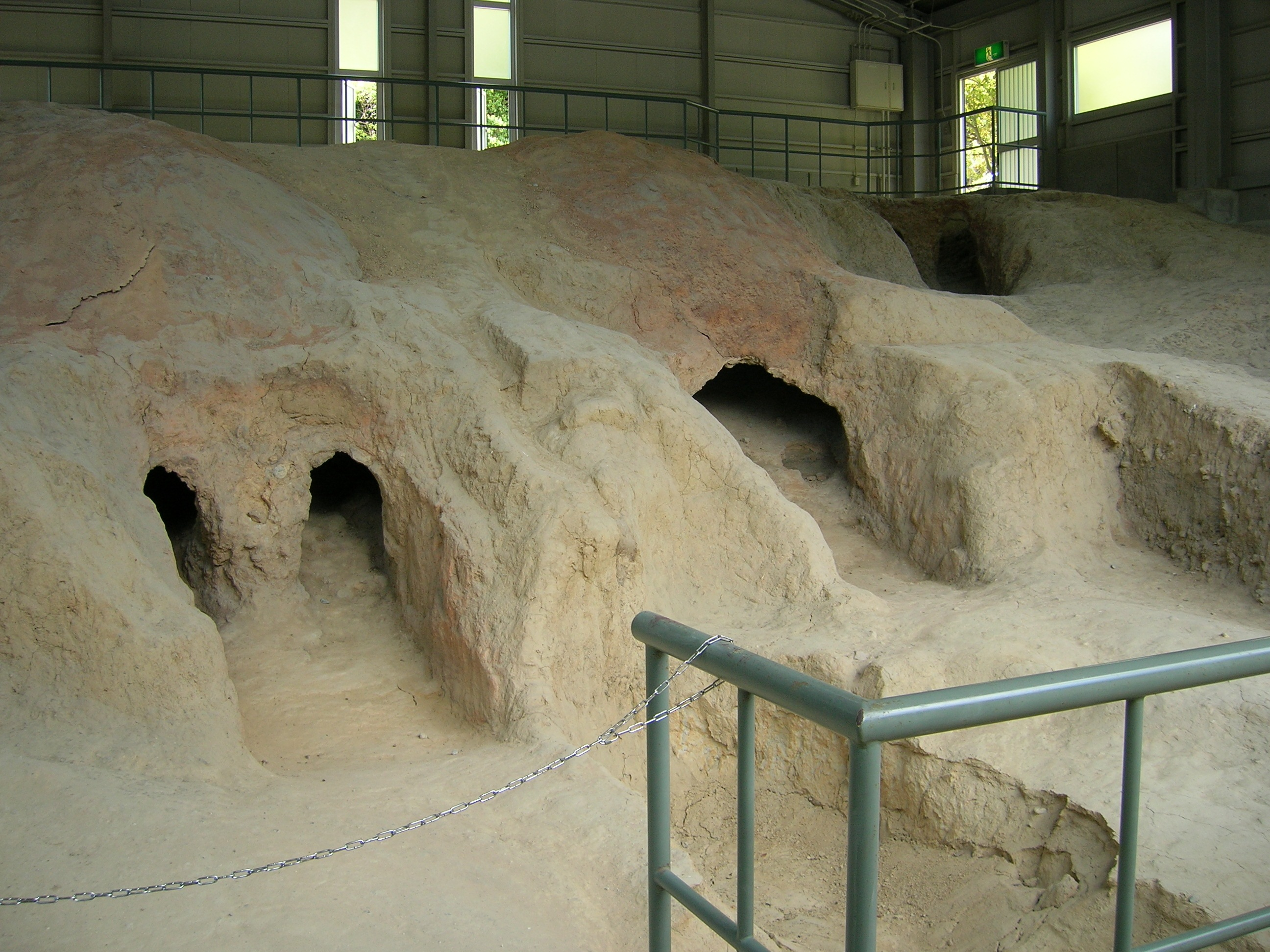
南山古窯跡群・9-A号窯（左）、9-B号窯（中央）、9-C号窯（右奥）。

南山8号・9-A〜D号窯（みなみやまはちごう・きゅう エーディーごうよう）は、愛知県瀬戸市にある遺跡（古窯跡）。初期瀬戸窯の南山古窯跡群に含まれる。

## 概要
瀬戸市南山口町の愛知県陶磁美術館（旧愛知県陶磁資料館）敷地内の駐車場に隣接する。資料館建設当初からその存在は知られており、駐車場の設置に伴い1991年（平成3年）に発掘調査が行なわれた。当初は8号窯のみを展示保存とし、9号窯は記録を取った上で駐車場下に埋没させる予定だったが、9号窯の発掘調査で4基の窯体が非常に良好な状態で検出されたことから方針を転換、全てが展示保存されることとなった。
後述する出土品などから、まず11世紀中葉に9-D号窯が、続いて11世紀後期に8号窯が築窯され、13世紀後半になって9-A号窯、9-B号窯、9-C号窯の順に築窯されて14世紀前葉まで操業したと考えられている。全てが掘り抜きの窖窯で、8号窯・9-A号・9-B号窯には天井・壁面・分焔柱に複数回の補修の痕跡が残っていた。
出土品の一部は愛知県陶磁美術館において常設展示されている。

## 窯体データ

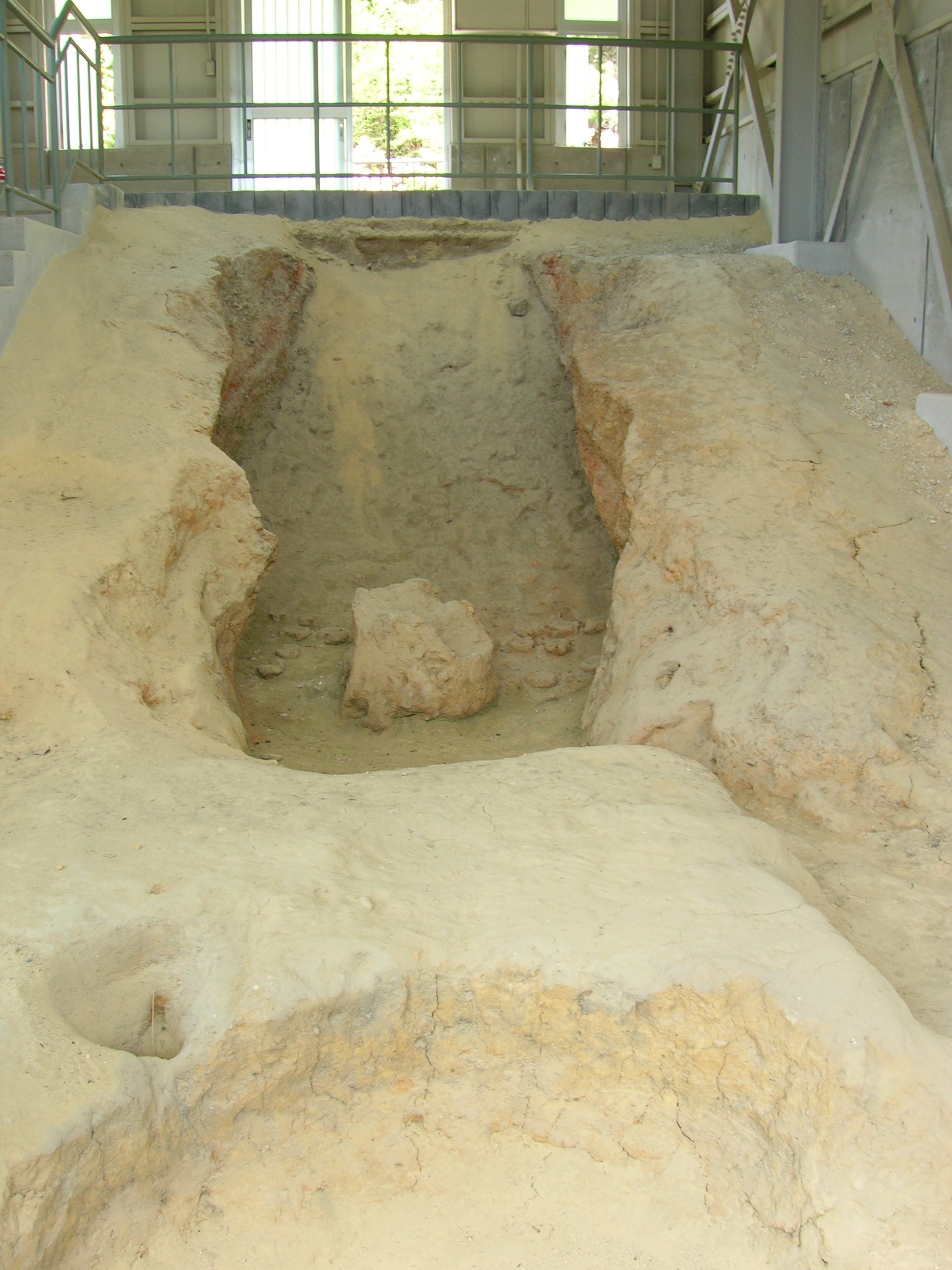
8号窯の窯体正面。右下に向かう溝が排水溝。

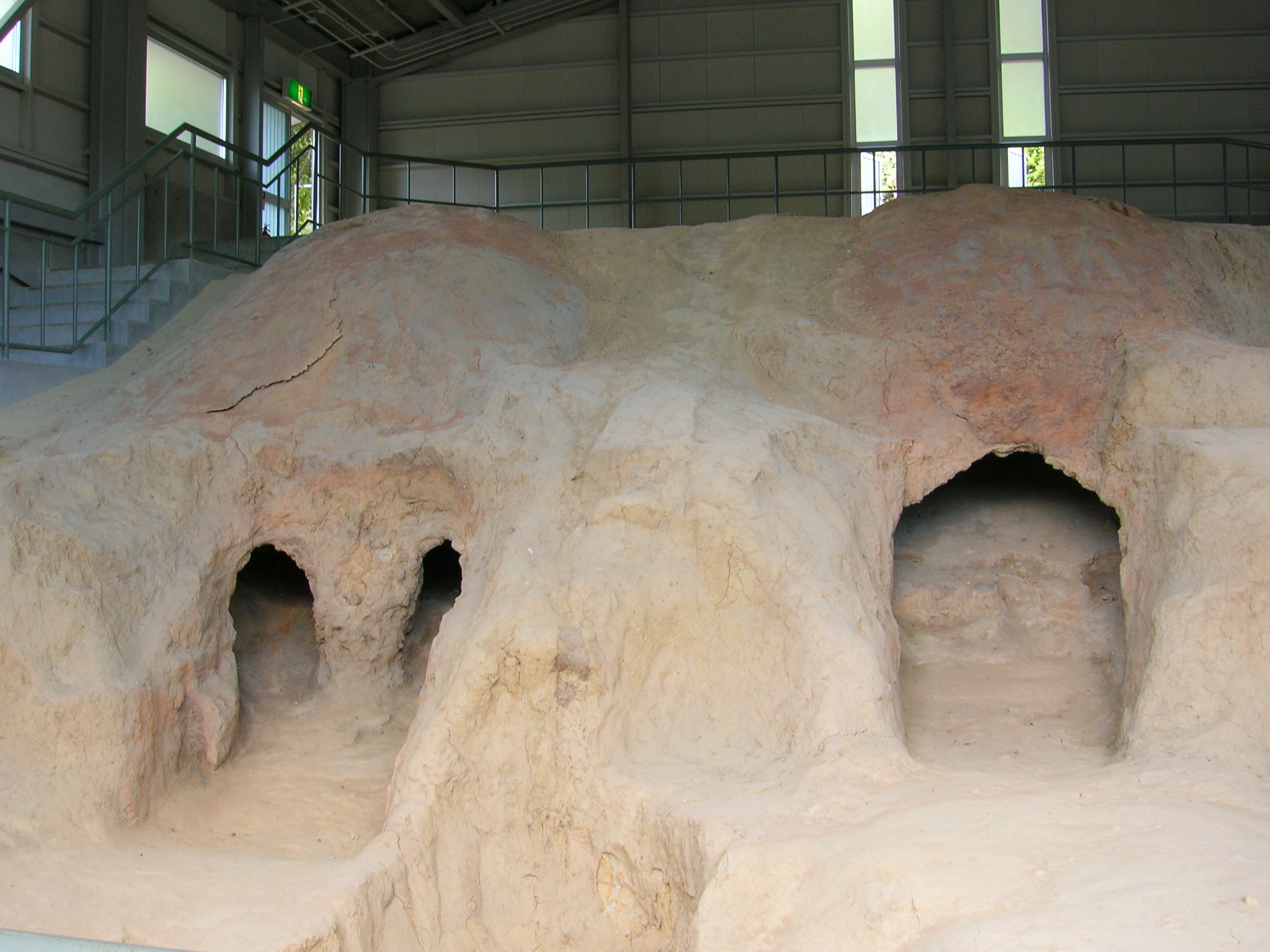
9-A号窯（左）、9-B号窯（右）。9-A号窯正面には分焔柱が残る。

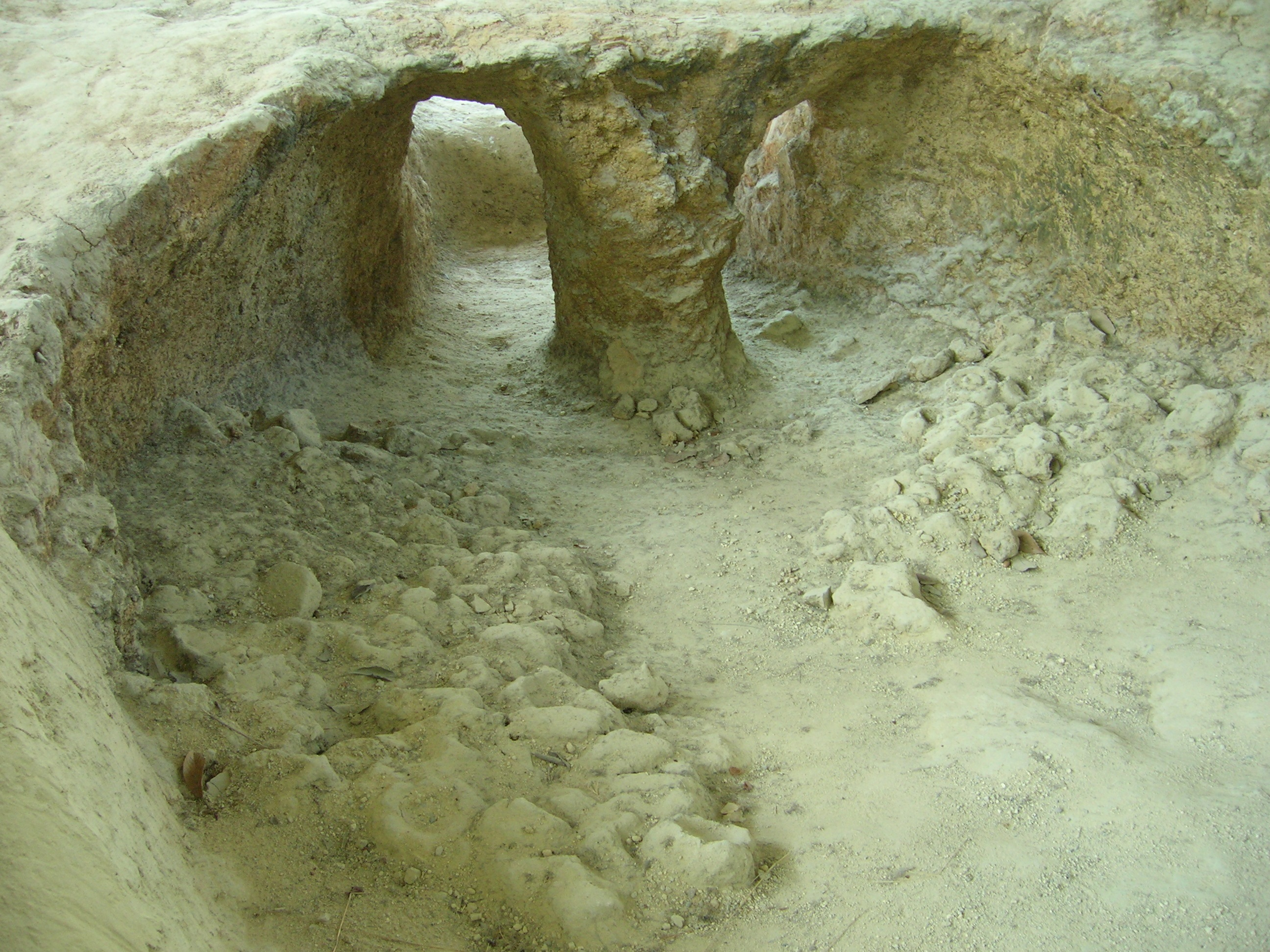
9-C号窯、上方からみた窯体。天井部は崩落で失われている。

### 8号窯
東南東に焚口を設けており残存長5.4メートル。天井部は崩落でほとんど失われている。焼成室は残存長3.9メートル・最大幅2.4メートル。床面は上部に向かうほど急角度になっており最大45度。角度の緩い下方部床面に焼台列が残存し、上部にも焼台の痕跡が確認された。
分焔柱は長径81センチ・短径72センチ・残存高45センチ。燃焼室は残存長1.2メートル、最大幅1.7メートル。焚口の最小幅が1.4メートルの台形状。
全長5メートル・幅10センチの排水溝が焚口右側から前庭部へ伸びる。

### 9-A号窯
東南に焚口を設けており残存長7.5メートル。焼成室は残存長6.1メートル・最大幅2.6メートル、最大高1.8メートル。床面の傾斜角は最大で約32度。床面の3分の2程度が失われており、床面下に敷かれていたと思しき木炭の層などが確認された。
分焔柱は長径89センチ・短径61センチ・残存高45センチ。燃焼室は残存長1.4メートル、最大幅1.0メートルの長方形。

### 9-B号窯
9-A号窯の右側3メートルほどに位置する。窯体の残存長7.9メートル。焼成室は残存長5.9メートル・最大幅2.8メートル、床面の傾斜角は27度。天井の約2分の1が残存しており11世紀の須恵器・瓷器窯跡、最大高1.4メートルを計る。
分焔柱は床面下に痕跡のみ残されており、築窯当初は分焔柱があったものの、のちに分焔柱を持たない構造で使用されていたと考えられている。燃焼室は残存長1.9メートル、幅0.9メートル。また、掘平された床面の幅などから煙道部を含めて10メートルを越える規模であったと推定されている。

### 9-C号窯
9-B号窯の北側約6.5メートルほどに位置する。窯体の残存長5.1メートル。焼成室は残存長2.6メートルで上方がほとんど失われていた。最大幅は2.5メートル、床面の傾斜角は25度で部分的に焼台列が残存。
分焔柱は長径73センチ・短径61センチで完全な状態で検出された。燃焼室は残存長1.8メートル、幅0.7メートル。既に廃棄されていた9-D号窯を壊して築窯したと考えられている。

### 9-D号窯
9-C号窯の前庭部に位置しており、9-C号窯を築窯する際に窯体のほとんどが失われている。残存長1.8メートル、最大幅1.6メートル。そのうち焼成室は長さ1.3メートル。焼台列が3列分残っており、床面の傾斜角は最大45度を計る。分焔柱は基底部の痕跡のみ残存。

## ギャラリー

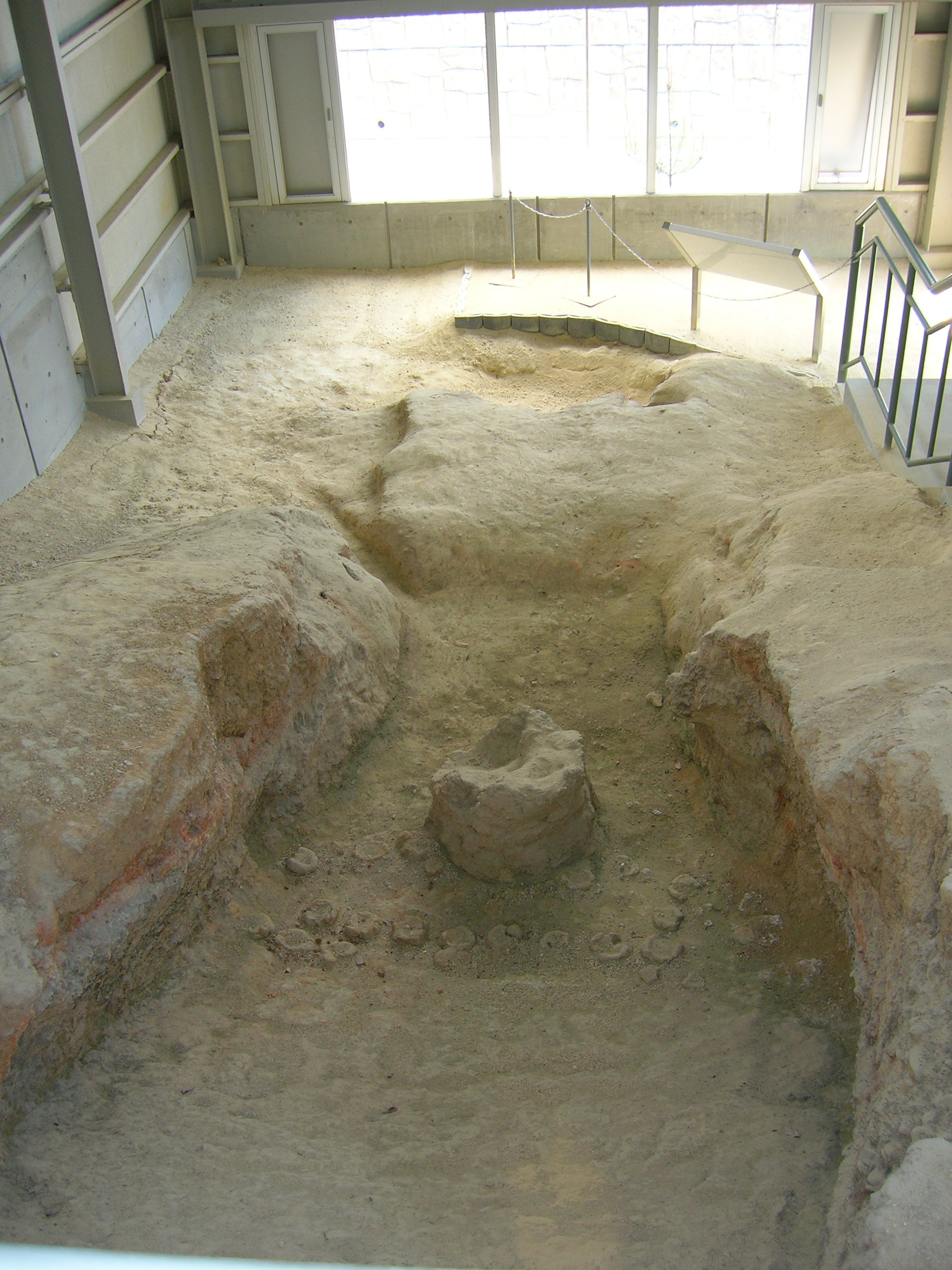
上側から見た8号窯、残存する焼台列が確認出来る。
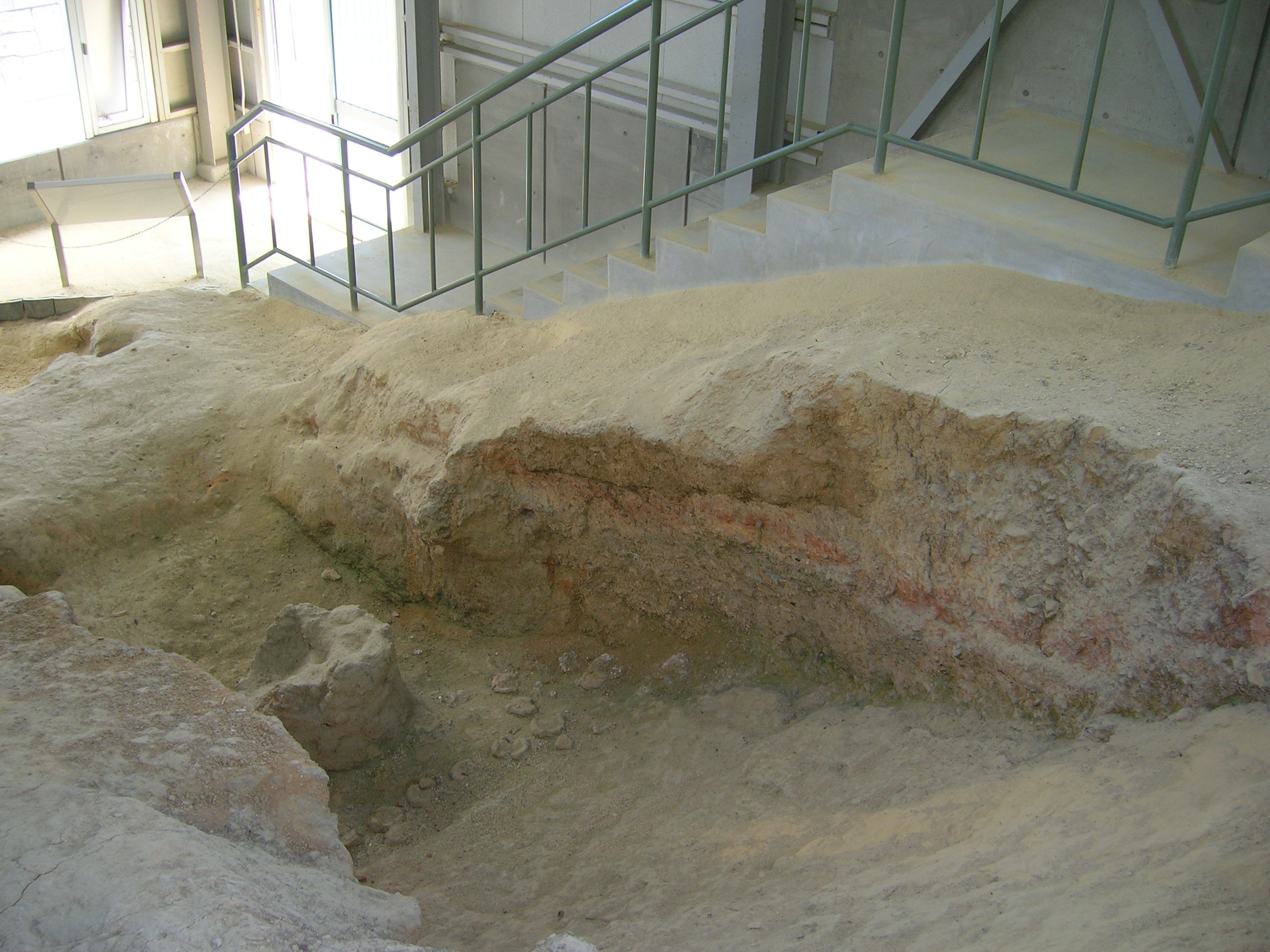
8号窯の壁面。
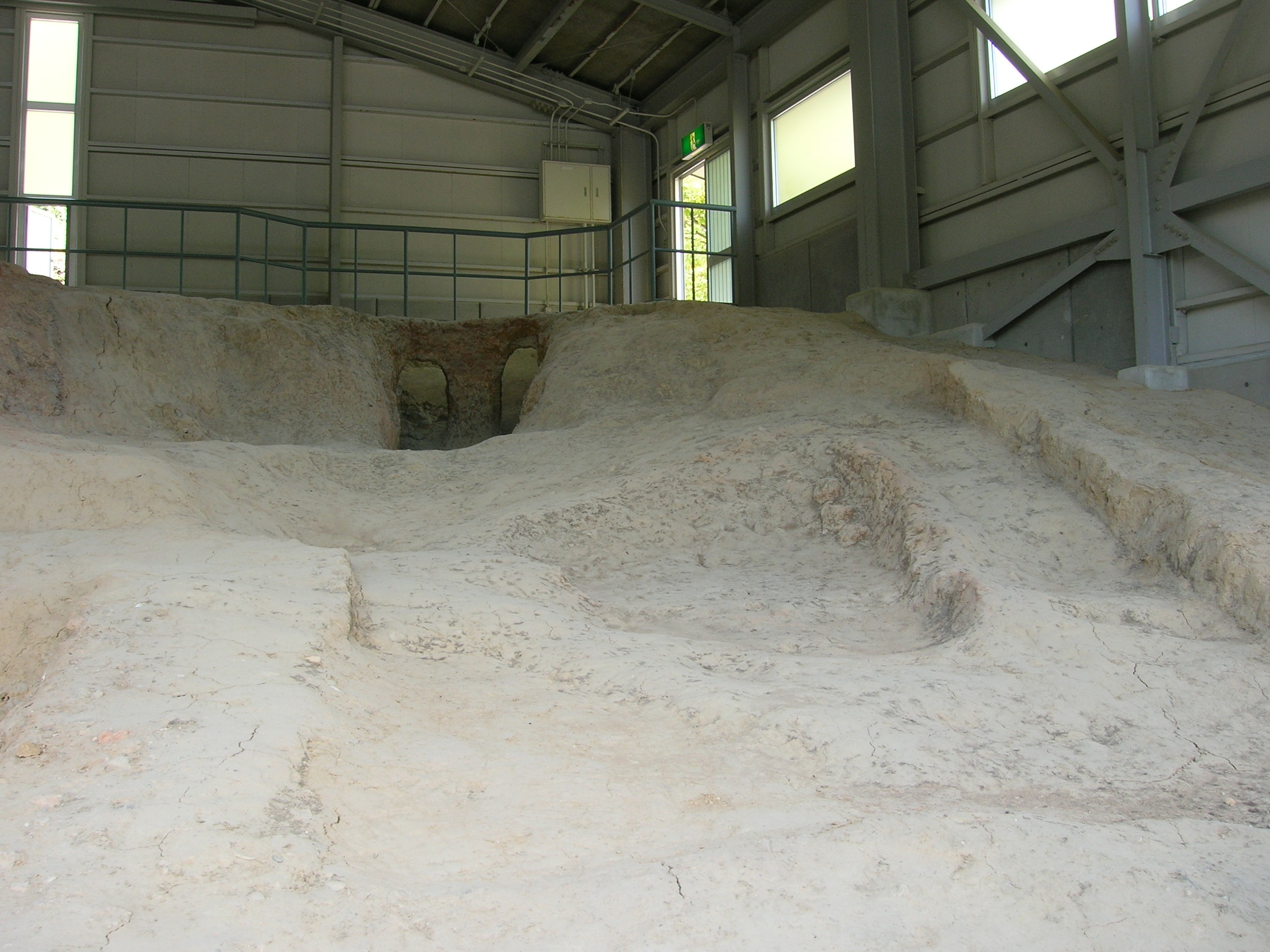
中央奥に9-C号窯、正面の陥没形状が9-D号窯の残存部。

## 出土品

### 8号窯
出土した山茶碗については瀬戸窯で無釉の製品が作られるようになった最初期のものと考えられている。また、碗の幾つかには「上」「六」といった陰刻文字が確認されている。なお、陶丸と土師器鍋片については後になってから混入した可能性が高いとしている。
- 山茶碗
- 深碗？
- 輪花山茶碗
- 玉縁口縁碗
- 小碗
- 玉縁口縁椀
- 小皿
- 鉢
- 羽釜
- 陶錘
- 広口壷片
- 短頸壺片
- 陶丸
- 土師器鍋片

### 9-A〜C号窯
出土した山茶碗と小皿についてはその形状からそれぞれ3種類に分類されている。なお、灰釉四耳壺については一旦焼かれたのちに再び焼かれた痕跡があり、この窯で生産されたものではないと考えられるという。
- 山茶碗
- 小皿
- 片口鉢
- 陶丸
- 灰釉四耳壺
- 小坏
- 蓋

### 9-D号窯
出土したのはいずれも灰釉陶器であり、百代寺窯式に分類されるとしている。
- 灰釉山茶碗
- 輪花碗
- 稜皿片
- 耳皿片